# 米通巴山脈
米通巴山脈是非洲中部的山脈，位於布隆迪和剛果民主共和國東部，東面是坦噶尼喀湖，南北端相距約400公里，最高點是海拔高度3,308米的卡胡茲山，屬於東非高原的一部分。
8°59′11″S 26°55′29″E / 8.98639°S 26.92472°E